# マニウス・アクィッリウス (紀元前101年の執政官)
マニウス・アクィッリウス（ラテン語：Manius Aquillius、? - 紀元前88年）は、古代ローマのアクィッリウス氏族出身の軍人、政治家。恐らく紀元前129年の同名の執政官の息子で、紀元前101年には執政官を務めた。354年の年表にはAquilioとされており、ノーメンはアクィリウス (Aquilius)とも表記される。

## 略歴

### マリウスの部下として

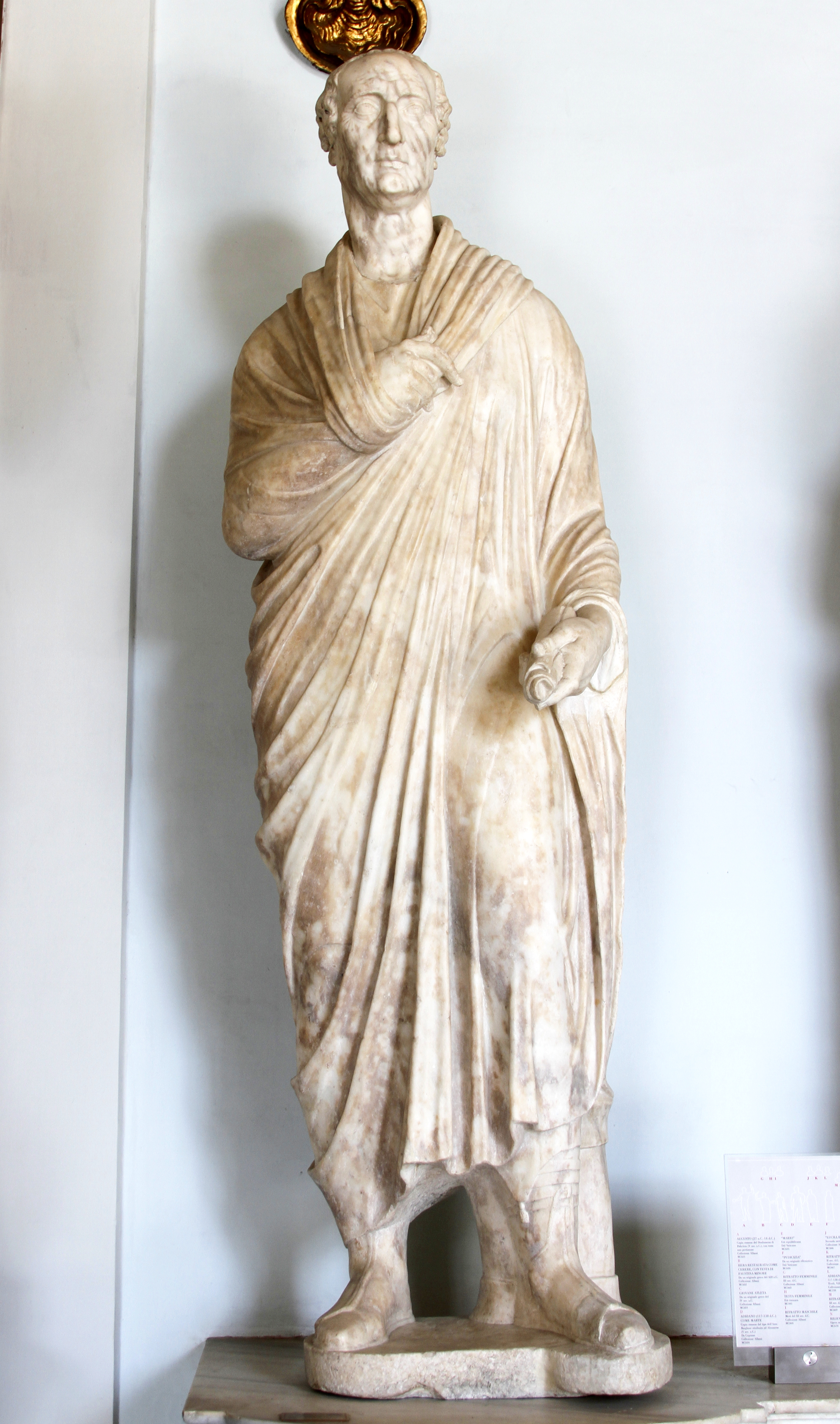
カピトリーノ美術館新宮殿に飾られているマリウス像

アクィッリウスはガイウス・マリウスの忠実な部下としてキャリアを積み、マリウスが4度目の執政官を狙う選挙運動中には、キンブリ族の攻撃があればすぐにマリウスと交代できるよう、軍の司令官を任された。

### シキリアにて
紀元前101年、アクィッリウスのこれまでの忠節に対して、マリウスは自分の同僚となる執政官に就ける事で報いた。 この年、ローマはシキリア属州で起こっていた第二次奴隷戦争によって食糧不足に悩まされており、アクィッリウスはこの鎮圧を任された。彼は期待に応えて反乱の首謀者サルウィウスの軍勢を完全に屈服させ、紀元前99年にはローマで小凱旋式を挙行した。
紀元前98年、アクィッリウスはルキウス・フフィウスによってシキリアでの圧政を告発されたが、99年の執政官マルクス・アントニウス・オラトルに弁護され、確固たる証拠はあったもののその功績を考慮され無罪となった。

### 小アシアにて
紀元前90年、アクィッリウスはポントス王ミトリダテス6世の策謀によって追放されローマに亡命していたビテュニア王ニコメデス4世を復位させるため、小アシアへと送り込まれた。 アクィッリウスは目的を達成したものの、更にニコメデスをけしかけポントスを攻撃させた。この事はミトリダテスによる反撃を誘うこととなり、紀元前88年第一次ミトリダテス戦争の火蓋が切られた。

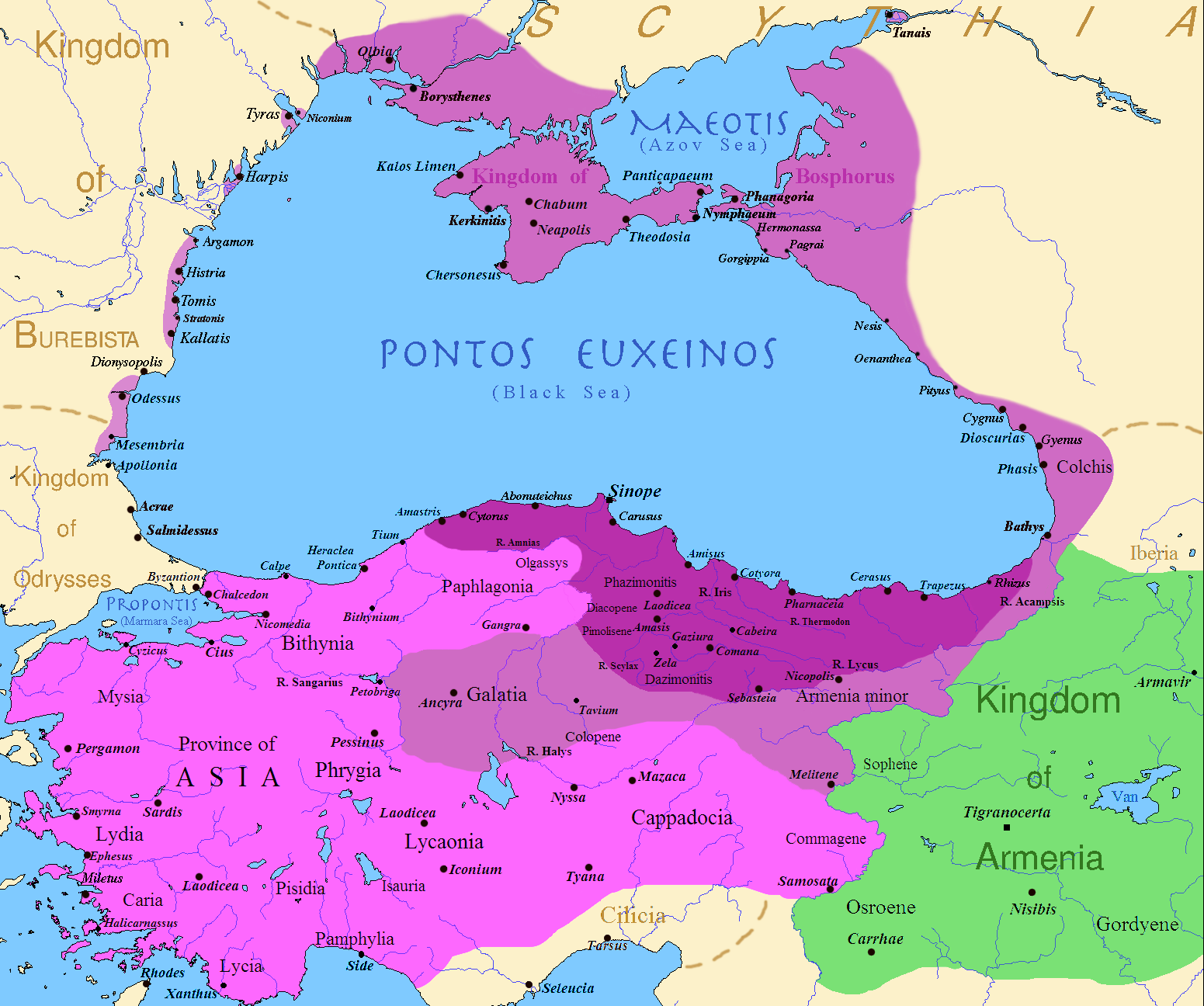
小アジアの位置関係。濃い紫と紫が当時のポントス王国で、左下アシア属州の表記(Province of ASIA)の左にペルガモン、右上にビテュニアがある

ミトリダテスはプロトスタキウム付近でアクィッリウスを打ち破った。アクィッリウスはイタリア半島へ逃げ帰ろうとなんとかレスボス島までたどり着いたが、ミュティレネの住人に捕まりミトリダテスに引き渡された。 
本土へと送られた後、彼はロバの背に乗せられペルガモンまで引き回され、道中、自分がアナトリアの人々に対して犯した罪を告白するよう強要された。というのもアクィッリウスの同名の父は以前、属州総督としてペルガモンを統治しており、彼の課した重税に苦しめられた事を住民たちは忘れていなかった。そのため、子のアクィッリウスも父と同じく税を貪っていると考えられており、土地の人々からは嫌われていた。
アクィッリウスは最終的に、ミトリダテスによって口の中に煮えたぎる金を流し込まれて処刑された。この処刑法は有名になり、信頼度の低いいくつかの記録によれば、三頭政治の一角を占め、ローマで最も裕福な男であったマルクス・リキニウス・クラッススを処刑する際、パルティア人によって踏襲されたという。